# Bandeira da Federação da Rodésia e Niassalândia

A bandeira da Federação da Rodésia e Niassalândia é um Pavilhão Britânico modificado. Centrado no batente está uma reprodução do escudo do brasão de armas da Federação. O sol nascente é das Armas da Niassalândia (hoje Malawi); o leão rampant vem das Armas da Rodésia do Sul (actual Zimbabwe), e as linhas brancas e negras onduladas derivam das Armas da Rodésia do Norte (actual Zâmbia). Desta maneira, representa a Federação das três Colónias Britânicas que durou de 1953 a 31 de Dezembro de 1963. Esta bandeira foi hasteada lado a lado com a Union Jack enquanto a Federação durou.